# Отрадненське
Отрадненське (рос. Отрадненское) — село у Куйбишевському районі Новосибірської області Російської Федерації.
Входить до складу муніципального утворення Отрадненська сільрада. Населення становить 631 особа (2010).

## Історія
Згідно із законом від 2 червня 2004 року органом місцевого самоврядування є Отрадненська сільрада.

## Населення
| 2002 | 2007 | 2010 |
| ---- | ---- | ---- |
| 804  | ↗815 | ↘631 |